# Elias Snitzer
Elias Snitzer (* 27. Februar 1925 in Lynn, Massachusetts; † 21. Mai 2012) war ein US-amerikanischer Physiker, der als Pionier des Faserlasers bekannt ist.
Snitzer studierte an der Tufts University mit dem Bachelor-Abschluss 1945 und an der University of Chicago mit dem Master-Abschluss 1950 und der Promotion 1953. Danach arbeitete er bis 1956 bei der Minneapolis-Honeywell Regulator Company in der Forschung. 1956 bis 1958 war er Associate Professor für Elektronik am Lowell Technology Institute und 1959 am Massachusetts Institute of Technology. Ab 1959 forschte er bei der American Optical Corporation, wo er ab 1968 die Grundlagenforschung und ab 1975 die Forschung leitete. 1977 wurde er Forschungsmanager bei der United Technologies Corporation (wo er zunächst in der Gruppe von Anthony DeMaria war) und 1984 bis 1988 war er Leiter der Abteilung für Glasfaseroptik und Integrierte Optik bei Polaroid. 1989 wurde er Professor an der Rutgers University, wo er 1997 emeritierte.
1991 erhielt er den Charles Hard Townes Award. 1979 erhielt er den Quantum Electronics Award der IEEE und 1994 den John Tyndall Award, 1999 den Otto Schott Preis und 2000 den Rank Prize. Snitzer war Mitglied der National Academy of Engineering und Fellow der American Physical Society, des IEEE und der Optical Society of America.
Er war seit 1950 verheiratet und hatte fünf Kinder.